# Klaus Nürnberg
Klaus Nürnberg (* 27. Februar 1929 in Dortmund; † 2. Oktober 2015) war ein deutscher Metallurg.

## Leben
Nürnberg studierte Maschinenbau und Eisenhüttenkunde an der RWTH Aachen. 1951 wurde er dort Mitglied des Corps Montania. Nach dem Diplomabschluss begann er 1955 seine Arbeit als Stahlwerksassistent bei der Phoenix-Rheinrohr AG in Duisburg-Ruhrort und wurde 1963 Stahlwerksleiter. Nachdem 1964 die August Thyssen-Hütte die Aktienmehrheit von Phoenix-Rheinrohr übernommen und darauf das Ruhrorter Werk eingegliedert hatte, wurde Nürnberg stellvertretender Werksleiter.
1968 wurde Nürnberg mit seiner Dissertation Bedeutung der Temperatur und des FeO-Gehaltes der Schlacke bei der Kalkauflösung im basischen SM-Verfahren von der Technischen Universität Clausthal zum Dr. Ing. promoviert. Seine entsprechenden Erfahrungen hatte er bereits 1962 bis 1964 in den Unterausschuss Siemens-Martin-Betrieb des VDEh-Stahlwerksausschusses eingebracht. Darauf war er in den Stahlwerksausschuss gewählt worden, in dem er bis 1979 mitarbeitete und 1971 bis 1976 Vorsitzender war.
1971 wurde Nürnberg Technisches Vorstandsmitglied der Thyssen Niederrhein AG. Dort förderte er zahlreiche neue Verfahrensentwicklungen, insbesondere das Thyssen-Niederrhein-Verfahren (TN) zur Desoxidation und Entschwefelung bei der Stahlherstellung.
1973 wurde Nürnberg in den Vorstand und den Vorstandsausschuss des Vereins Deutscher Eisenhüttenleute (VDEh) berufen, dessen persönliches Mitglied er seit 1954 war. 1973 bis 1977 war er dort Stellvertretender Vorsitzender und 1979 bis 1982 geschäftsführendes Vorstandsmitglied.
1982 wurde Nürnberg Sprecher des Vorstandes der Blohm + Voss AG. 1988 bis 1990 führte er die Geschäfte der Gesellschaft zur Förderung der Wirtschaft in Duisburg. 1995 bis 1998 war er Präsident des Deutschen Verbandes für Schweißen und verwandte Verfahren e. V. 1996 wurde er Vizepräsident des International Institute of Welding in Paris. Zuletzt gehörte er dem Verwaltungsrat der Freunde und Förderer der RWTH Aachen e. V. an.

## Ehrungen
- Ehrenmitglied des Stahlwerksausschusses des VDEh (1982)
- Ehrenbürger der RWTH Aachen (1985) wegen seiner Verdienste als Vorsitzender der Gesellschaft von Freunden der Aachener Hochschule[3]
- Bundesverdienstkreuz 1. Klasse (1999)
- Ehrenmitglied des wissenschaftlichen Beirats des E. O. Paton Electric Welding Institute in Kiew (1999)
- Professor h.c. der Universitatea „Aurel Vlaicu“ in Arad (1999)

## Schriften
- Bedeutung der Temperatur und des FeO-Gehaltes der Schlacke bei der Kalkauflösung im basischen SM-Verfahren. Dissertation. Clausthal 1968.